# Гјандаје (Ливорно)
Гјандаје је насеље у Италији у округу Ливорно, региону Тоскана.
Према процени из 2011. у насељу је живело 41 становника. Насеље се налази на надморској висини од 120 м.